# DF-15
Il DF-15 (chiamato anche M-9 per l'esportazione) è un missile cinese tattico, nucleare o convenzionale, a più lungo raggio rispetto all'M-5 SSM. 
Anch'esso ha una capacità di attacco di precisione, e costituisce una pedina fondamentale per l'armamento della Cina.